# Thamiras
Thamiras är ett släkte av skalbaggar. Thamiras ingår i familjen vivlar.
Kladogram enligt Catalogue of Life:
| Thamiras | \| \| Thamiras undulatus \| \| \| \| |
|          | \| \| Thamiras undulatus \| \| \| \| |
|          | Thamiras undulatus                   |
|          |                                      |